# Фински език
Фѝнският езѝк (suomi, или suomen kieli) е един от основните фински езици, които от своя страна са част от уралското езиково семейство. Той е един от двата официални езика на Финландия (наред с шведския) и е широко употребяван в Карелия. Говори се от около 6 милиона души във Финландия и съседните части на Швеция и Русия.
Финският език спада към финския клон на уралските езици. Той е аглутиниращ и склоняем език, който мени и съществителното, и глагола според ролята им в изречението.
Присъща за финския е езиковата диглосия, т.е. съществуването на две езикови норми – литературна (kirjakieli) и разговорна (puhekieli). Литературната се използва в администрацията, в религията, в художествената литература, в официалните телевизионни емисии, а разговорната – в обществени радио- и телевизионни шоута, в ежедневието, на работното място и в лични писма.

## История
В древността е съществувал един общ пра-фински език, който имал три основни диалекта: северен, южен и източен. От пра-финския език около 15-10 век пр.н.е. се отделя балтийският фински, наричан саами, който от своя страна се разпада на известните днес фински езици. Това вероятно е станало през 1 век н.е.
Първата кодификация на финския като литературен език е дело на финландския епископ Микаел Агрикола, през 16 век. Той установява писмена система, сходна на шведската, немската и латинската. По-късно тази система бива преработвана многократно.
В епохата на Реформацията, финската писмена традиция започва да се утвърждава. През 16 век биват създадени значими писмени паметници на фински, чиито автори са Паавали Юустен, Ерик Соролайнен, Яакко Фино и самия Микаел Агрикола. През 17 век във Финландия се издават книги на фински език, на датски език, на норвежки език, на естонски език, на латвийски език, на немски език и на шведски език. Най-важните книги обаче все още се пишат на латински език.

## Разпространение
Мнозинството от говорещите фински живеят във Финландия, а финскоезични малцинства са пръснати из Русия, Швеция, Норвегия и Естония. Значителна емигрантска диаспора живее в Швеция и в САЩ в щата Мичиган.
Финският е официален език във Финландия, а също е официален малцинствен език в Швеция. Той се дели основно на две диалектни групи – източна и западна. Западната предимно се използва в Скандинавия, а източната – в Карелия.

## Граматика

### Азбука
Финската азбука съдържа 29 символа:
| главни букви |   |   |   |   |   |   |   |   |   |   |   |   |   |   |   |   |   |   |   |   |   |   |   |   |   |   |   |   |
| A            | B | C | D | E | F | G | H | I | J | K | L | M | N | O | P | Q | R | S | T | U | V | W | X | Y | Z | Å | Ä | Ö |
| малки букви  |   |   |   |   |   |   |   |   |   |   |   |   |   |   |   |   |   |   |   |   |   |   |   |   |   |   |   |   |
| a            | b | c | d | e | f | g | h | i | j | k | l | m | n | o | p | q | r | s | t | u | v | w | x | y | z | å | ä | ö |

#### Гласни
Ii Ee Oo Aa Uu Yy Ää Öö

#### Съгласни
Pp Tt Kk Dd Gg Ss Hh Vv Jj Ll Rr Mm Nn

#### Други
Следните букви се използват само за думи от чужд произход:
- Bb Cc Ff Ww Xx Zz

#### Произношение на буквите в азбуката
Произношението на буквите в азбуката се доближава до произношението на буквите в немския и шведския, с някои собствени присъщи особености.

### Числа
| Цифри | Цифри     | Числа | +(toista)       | Числа | +(kymmentä)       | Числа | Числа      | Числа | Числа            |
| ----- | --------- | ----- | --------------- | ----- | ----------------- | ----- | ---------- | ----- | ---------------- |
| 1     | yksi      | 11    | yksitoista      | 10    | kymmenen          | 100   | sata       | 1000  | tuhat            |
| 2     | kaksi     | 12    | kaksitoista     | 20    | kaksikymmentä     | 200   | kaksisataa | 2000  | kaksituhatta     |
| 3     | kolme     | 13    | kolmetoista     | 30    | kolmekymmentä     | 300   | kolmesataa | 3000  | kolmetuhatta     |
| 4     | neljä     | 14    | neljätoista     | 40    | neljäkymmentä     | 400   |            | 4000  | neljätuhatta     |
| 5     | viisi     | 15    | viisitoista     | 50    | viisikymmentä     | 500   |            | 5000  | viisituhatta     |
| 6     | kuusi     | 16    | kuusitoista     | 60    | kuusikymmentä     | 600   |            | 6000  | kuusituhatta     |
| 7     | seitsemän | 17    | seitsemäntoista | 70    | seitsemänkymmentä | 700   |            | 7000  | seitsemäntuhatta |
| 8     | kahdeksan | 18    | kahdeksantoista | 80    | kahdeksankymmentä | 800   |            | 8000  | kahdeksantuhatta |
| 9     | yhdeksän  | 19    | yhdeksäntoista  | 90    | yhdeksänkymmentä  | 900   |            | 9000  | yhdeksäntuhatta  |

### Местоимения

#### Лични местоимения
| Лични местоимения | Лични местоимения |
| Фински            | Български         |
| Ед. ч.            | Ед. ч.            |
| ----------------- | ----------------- |
| minä              | аз                |
| sinä              | ти                |
| hän               | той или тя        |
| Мн. ч             |                   |
| me                | ние               |
| te                | вие               |
| he                | те                |
| Учтива форма      |                   |
| Te                | Вие               |

Както унгарският и останалите угро-фински езици, финският език не прави разлика по род дори при местоименията от трето лице ед. ч.
Тъй като финските глаголи се отменят по лице и число, личните местоимения не са задължително, а местоименията за първо и второ лице обикновено се изпускат в стандартния фински, освен ако не се използват за емфаза. В разговорния фински всички местоимения се използват. В трето лице местоимението винаги е наложително: hän menee = той отива, he menevät = те отиват. Това важи както за книжовния, така и за разговорния език.
В разговорния фински местоименията se и ne са много често използвани като трето лице в единствено и множествено число респективно. Употребата на hän и he е най-вече сведена на книжовния език. Minä и sinä обикновено са заместени с разговорни форми (най-честите варианти са mä и sä, в някои диалекти mää и sää, mnää и snää или mie и sie). Me, te и he са достатъчно кратки, за да имат разговорни форми и техните варианти се смятат за диалектни. Някои често използвани глаголи като olla (съм) and tulla (идвам) също имат по-кратки разговорни форми:
| Лични местоимения   | Лични местоимения |
| Книжовен език       | Разговорен език   |
| Ед. ч.              | Ед. ч.            |
| ------------------- | ----------------- |
| (minä) olen/tulen   | mä oon/tuun       |
| (sinä) olet/tulet   | sä oot/tuut       |
| hän/se on/tulee     | se on/tulee       |
| Мн. ч.              |                   |
| (me) olemme/tulemme | me ollaan/tullaan |
| (te) olette/tulette | te ootte/tuutte   |
| he/ne ovat/tulevat  | ne on/tulee       |
| Учтива форма        |                   |
| Te olette/tulette   | Te ootte/tuutte   |

#### Показателни местоимения
Показателните местоимения се използват за нечовешки одушевени същества и неодушевени предмети. В разговорния фински обаче, se и ne често се използват и за хора.
| Показателни местоимения | Показателни местоимения |
| Фински                  | Български               |
| Ед. ч.                  | Ед. ч.                  |
| ----------------------- | ----------------------- |
| tämä                    | това                    |
| tuo                     | онова                   |
| se                      | то/онова                |
| Мн. ч.                  |                         |
| nämä                    | тези                    |
| nuo                     | онези                   |
| ne                      | те/онези                |

## Консонантна градация
Понеже окончанието при падежите затваря последната сричка, се появява т.нар. консонантна градация, променяща някои от буквите в думата:
kk → k
k → *нищо*
pp → p
p → v
tt → t
t → d
nk → ng
nt → nn
rt → rr
il → ll
mp → mm
| букви      | vahva aste (силна степен) | heikko aste (слаба степен) |
| ---------- | ------------------------- | -------------------------- |
| kk → k     | kukka (цвете)             | kukat                      |
| pp → p     | Pekka (Пекка *име*)       | Pekat                      |
| tt → t     | tyttö (момиче)            | tytöt                      |
| k → *нищо* | alku (произход, вид?!)    | alut                       |
| p → v      | lupa (право)              | luv'at                     |
| t → d      | pöytä (маса)              | pöydät                     |
| nk → ng    | kaupunki (град)           | kaupungit                  |
| nt → nn    | tunti (час)               | tunnit                     |
| rt → rr    | kerta (време *за часа*)   | kerrat                     |
| il → ll    | ilta (вечер)              | illat                      |
| mp → mm    | kampa (гребен)            | kammat                     |

### Падежни форми
| Падежни форми                                          | Падежни форми                                                                    | Падежни форми                | Падежни форми                   | Падежни форми                                                      |
| Име                                                    | Окончание                                                                        | Единствено число             | Множествено число               | Обяснение                                                          |
| ------------------------------------------------------ | -------------------------------------------------------------------------------- | ---------------------------- | ------------------------------- | ------------------------------------------------------------------ |
| Именителен (Nominatiivi)                               | -t (мн. ч. окончание)                                                            | talo – къща                  | talot – къщи                    | nimentö – наименование                                             |
| Родителен (Genetiivi)                                  | -n, -en, -in, -den, -ten, ten                                                    | talon – на къщата            | talojen – на къщите             | omanto – притежание                                                |
| Винителен (Akkusatiivi)                                | yksikkö -n, monikko -en, -den/-tten tai -ten, -en, -in                           | talo tai talon               | talojen tai taloiden/taloitten  | kohdanto                                                           |
| Партитив (Partitiivi)                                  | -a, -ä, -ta, -tä                                                                 | taloa – къщата               | taloja – къщите                 | osanto – частност                                                  |
| Есив (Essiivi)                                         | -na, -nä                                                                         | talona – като къща           | taloina – като къщи             | olento – форма, олицетворение на                                   |
| Транслатив (Translatiivi)                              | -ksi, (-kse)                                                                     | taloksi на къща              | taloiksi на къщите              | tulento – преобразование                                           |
| Sisäpaikallissijat – падежни форми, обозначаващи място |                                                                                  |                              |                                 |                                                                    |
| Инесив (Inessiivi)                                     | -ssa, -ssä                                                                       | talossa – в къщата           | taloissa – в къщите             | sisäolento – вътре, в нещо, за състояние                           |
| Елатив (Elatiivi)                                      | -sta, ssä                                                                        | talosta – от къщата          | taloista – от къщите            | sisäeronto – от къщата навън, посока, движение                     |
| Илатив (Illatiivi)                                     | повторение на крайната гласна + n, h + savartalon loppuvukaali + n, -seen, -siin | taloon                       | taloihin                        | движение навътре, посока                                           |
| Ulkopaikallissijat – външни падежни форми              |                                                                                  |                              |                                 |                                                                    |
| Адесив (Adessiivi)                                     | -lla. -llä                                                                       | talolla на къщата            | taloilla – на къщите            | ulko-olento – външно състояние                                     |
| Аблатив (Ablatiivi)                                    | -lta, -ltä                                                                       | talolta                      | taloilta                        | ulkoeronto – движение, посока от повърхността към гововорещия      |
| Алатив (Allatiivi)                                     | -lle                                                                             | talolle                      | taloille                        | ulkotulento – движение, посока от говорещия към повърхността       |
| Muut                                                   |                                                                                  |                              |                                 |                                                                    |
| Абесив (Abessiivi)                                     | -tta                                                                             | talotta – без къща           | taloitta – без къщи             | vajanto – липса                                                    |
| Комитатив (Komitatiivi)                                | -ne-                                                                             | taloneen с (цялата) къща(та) | taloineen с (всичките) къщи(те) | keinonto – заедно с                                                |
| Инструктив (Instruktiivi)                              | -n                                                                               | taloin с къщата              | taloin – с къщите               | seuranto – с помощта на инструмент, средство, спомагателен предмет |

#### Родителен падеж на лични местоимения
```
minun autoni – моята кола
sinun autosi – твоята кола
hänen autonsa – неговата, нейната кола
meidän automme – нашата кола
teidän autonne – вашата кола
heidän autonsa – тяхната кола

```

#### Спрежение на модални глаголи
Модални глаголи са финските глаголи със значение:
искам, трябва, мога (като способност), може (прозволено, разрешено е)
За училите немски принципът е същият – модалният глагол се спряга, а спомагателният глагол е в инфинитив, но за разлика от немския език словоредът е по-свободен и незакрепостен.
аз искам да пея → minä haluan laulaa
на български подлогът (в случая аз) може и да се пропусне, на фински също, но това става по-рядко...
т.е. конструкцията е подлог + спрегнат модален глагол + инфинитив на спомагателния глагол
```
аз искам да играя minä haluan leikkiä
ти искаш да играеш sinä haluat leikkiä
той тя то иска да играе hän haluaa leikkiä
ние искаме да играем me haluamme leikkiä
вие искате да играете te haluatte leikkiä
те искат да играят he haluavat leikkiä

```

Глаголът трябва (täytyy) е малко по-особен случай, за него се изисква родителен падеж на субекта (подлога) на действието + 3 лице:
minun täytyy lähteä аз трябва да тръгвам (буквален превод би бил: на мене ми трябва тръгване/да тръгвам)

sinun täytyy lähteä ти трябва да тръгваш, и т.н.

hänen täytyy lähteä 

meidän täytyy lähteä

teidän täytyy lähteä

heidän täytyy lähteä